# 劇団くるみ座
劇団くるみ座（げきだんくるみざ、1946年 - 2007年）は、京都府京都市に本拠をおいていた劇団である。新劇の劇団としては劇団民芸、文学座、俳優座などとならぶ古い歴史をもち、京都市の新劇団としては最古。

## 概要
1946年、毛利菊枝、竹中荘吉（演出家）主宰によって創設。
毛利は東京の喜劇座、築地座などに所属し、岸田國士に師事。夫が京都大学に赴任したのを機に京都市に活動の本拠を置いた。
初期は劇作派の戯曲を上演し、岸田國士、田中千禾夫、田中澄江、森本薫らの作品を主たるレパートリーとした。
創立とほぼ同時に俳優で演出家の北村英三が参加。毛利や北村の演出でチェーホフ、ストリンドベリ、シェイクスピアといった翻訳戯曲も多く上演した。また、1950年代から1960年代にかけては山崎正和、人見嘉久彦、徳丸勝彦らの劇作家が育っていった。不条理劇の上演にも積極的で、イヨネスコ、ベケット、ピンターの作品も数多く上演している。
早世した中畑道子をはじめ、広瀬正志、仲村秀生、栗塚旭、松村康世、多賀勝、玉生司朗、小沢寿美恵、北村英三、入江慎也、重久剛一、宮腰勉、平辻朝子、関えつ子らが所属。1960年代は劇団員数十人を数えたが、1970年代以降の新劇人気の凋落、演劇の中心が東京に一極化したことなどから、劇団員が徐々に減少。
2006年には劇団員は3名にまで減少。
代表の中口恵美子を中心に京都市左京区の稽古場で年2回の公演をおこなっていたが、2007年3月末をもって解散。
解散に際して台本、舞台写真、衣装デザイン図、舞台配置図、ポスター、チラシなどの舞台資料が大阪大学に寄贈され、大阪大学総合学術博物館に収蔵された。